# Emmanuel Milingo
Emmanuel Milingo (ur. 13 czerwca 1930 w Mnukwa) – zambijski duchowny, egzorcysta, społecznik, pisarz, osobistość medialna.

## Życiorys

### Duchowny rzymskokatolicki
Emmanuel Milingo urodził się i wychował w biednej rolniczej rodzinie w Rodezji Północnej. Jest synem Jacoba Milingo i Tomaidy Lumbiwe. Pochodzi z afrykańskiego ludu Nguni. Jego matka była chrześcijańską neofitką.
Edukację uzyskał w szkołach katolickich. Najpierw w Chipata, a następnie jako kleryk w seminariach duchownych w Kasina i Kachebere. 31 sierpnia 1958 r. przyjął święcenia kapłańskie. Jako prezbiter pracował w duszpasterstwie diecezji Chipata. W latach 1961–1963 przebywał na studiach zagranicznych w Dublinie i w Rzymie. Po powrocie do Zambii w latach 1966–1969 pełnił funkcję sekretarza Komisji do spraw Środków Społecznego Przekazu Konferencji Episkopatu Zambii.

### Arcybiskup Lusaki
29 maja 1969 r. Emmanuel Milingo został mianowany pierwszym czarnoskórym arcybiskupem metropolitą Lusaki. 1 sierpnia 1969 r. otrzymał sakrę biskupią z rąk papieża Pawła VI, gdy ten odbywał swoją podróż apostolską po Ugandzie.
Był założycielem trzech stowarzyszeń życia apostolskiego: stowarzyszenia Together with Jesus, fundację dobroczynną Zambia Helpers oraz organizację Onlus Pamo zbierającą ofiary i datki na budowę szpitali. Dał się jednak również poznać jako zwolennik praktyk egzorcystycznych i uzdrowicielskich, opartych na staroafrykańskich wierzeniach aninimistycznych. Wzbudziły one zaniepokojenie wśród władz kościelnych i Kurii Rzymskiej. W 1983 r. za postępowanie niezgodne z rytem kościelnym został karnie odwołany z zajmowanego urzędu arcybiskupiego i przeniesiony do Rzymu. Uzyskał status emerytowanego arcybiskupa Lusaki.
W latach 1983–1999 pełnił wysokie funkcje urzędnicze w Watykanie. Był delegatem Papieskiej Rady do spraw Duszpasterstwa Migrantów i Podróżujących. Poświęcił się także pracy pisarskiej.
Pomimo wcześniejszych konsekwencji karnych kontynuował swoją działalność publiczną. Stał się osobą bardzo popularną we Włoszech. Opublikował kilka książek, przeprowadzał seanse uzdrowicielskie, odprawiał przyciągające tłumy wiernych msze święte, spotykał się z włoskimi rodzinami. Udzielał się również w mediach, występując w popularnych programach telewizyjnych. Wydał płytę Gubudu Gubudu.
W 1997 r. wystąpił jako raper na Festiwalu Piosenki Włoskiej w San Remo.

### Kontrowersyjne małżeństwo
W 1998 r. arcybiskup Milingo nawiązał pierwsze kontakty z kontrowersyjnym koreańskim liderem religijnym Sun Myung Moonem. W 1999 roku pojawił się w charakterze gościa na zbiorowej ceremonii ślubnej Kościoła Zjednoczeniowego w Seulu. Po tym zdarzeniu zadeklarował chęć odejścia od celibatu i zwrócił się do papieża o pozwolenie na zawarcie związku małżeńskiego z członkinią Kościoła Zjednoczeniowego. Zgody nie uzyskał. Otrzymał równocześnie upomnienie i pouczenie od prefekta Kongregacji Nauki Wiary, kardynała Josepha Ratzingera o możliwości zastosowania wobec niego surowej suspensy, w razie gdyby się na ten krok samowolnie zdecydował.
Milingo nie zastosował się do ostrzeżeń i 27 maja 2001 r. w Nowym Jorku podczas zbiorowej ceremonii zaślubin zorganizowanej przez Kościół Zjednoczeniowy zawarł małżeństwo z młodszą od siebie Koreanką, Marią Sung Ryae Soon. Wywołało to oburzenie Stolicy Apostolskiej i wszczęcie procedur karnych. Arcybiskup Milingo powrócił do Włoch i spotkał się z papieżem. Za namową Jana Pawła II uznał swój związek za nieważny. Oddał się pokucie. Przebywał w odosobnieniu w Argentynie, a następnie zamieszkał w klasztorze w Zagarolo pod Rzymem.
Pod koniec czerwca 2006 r. opuścił jednak samowolnie Włochy i wyjechał do Stanów Zjednoczonych Ameryki. W Nowym Jorku ogłosił powołanie prałatury personalnej Married Priests Now!, której jako cel postawił przywrócenie żonatych duchownych do posługi w Kościele rzymskokatolickim. Na zwołanej 12 lipca 2006 r. w Waszyngtonie konferencji prasowej ogłosił, że ponownie zszedł się z Marią Sung.

### Ekskomunika
24 września 2006 r. arcybiskup Emmanuel Milingo konsekrował sub conditione bez zgody Stolicy Apostolskiej czterech żonatych duchownych amerykańskich na biskupów katolickich. 26 września 2006 r. prefekt papieskiej Kongregacji do spraw Duchowieństwa oświadczył, że czynem tym arcybiskup i czterej rekonsekrowani przez niego hierarchowie: George Augustus Stallings Jr., Peter Paul Brennan, Patrick Trujillo i Joseph Gouthro zaciągnęli na siebie ekskomunikę latae sententiae.
W związku z uznaniem za ekskomunikowanego arcybiskup Milingo utracił paszport Stolicy Apostolskiej. Został wydalony ze Stanów Zjednoczonych Ameryki. Od tego czasu wspólnie z żoną rozpoczął podróże po całym świecie, odwiedzając niezależne wspólnoty religijne prowadzone przez żonatych księży. Jako stałą siedzibę obrał Seul. Powrócił do praktyki utrzymywania kontaktów z Kościołem Zjednoczeniowym i organizacji z nim powiązanych.

### Działalność poza Kościołem katolickim
Od 2006 r. Emmanuel Milingo jako przełożony prałatury Married Priests Now! i bez zgody papieża wyświęcił kilkudziesięciu duchownych (diakonów, prezbiterów, biskupów) dla różnych parafii i wspólnot chrześcijańskich odwołujących się do doktryny katolickiej, ale pozostających poza jednością ze Stolicą Apostolską. Wydał ponadto płytę Milingo Experience i opublikował autobiografię Confessioni di uno scomunicato.
17 grudnia 2009 r. Stolica Apostolska podjęła decyzję o oficjalnym wykluczeniu Emmanuela Milingo z duchowieństwa rzymskokatolickiego i przeniesieniu do stanu świeckiego. Mimo tych kar kościelnych były arcybiskup nadal prowadzi swoją działalność, odprawia msze święte i udziela sakramentów. W 2010 r. przyjął od grupy afrykańskich duchownych tytuł patriarchy Afryki Południowej. Jego intronizacja odbyła się 13 maja 2010 r. w Jaunde. Powtórzono ją również 13 sierpnia 2010 r. w Lusace.
W sierpniu 2010 roku przyjął urząd patriarchy Ekumenicznego Apostolskiego Katolickiego Kościoła Pokoju. W 2011 roku przyjął urząd patriarchy Katolickiego Kościoła Charyzmatycznego. W 2013 roku zrezygnował ze zwierzchnictwa nad prałaturą Married Priests Now!. Zamieszkał na farmie w Zambii.

## Albumy muzyczne
- 1995 Gubudu Gubudu
- 1998 Emmanuel Milingo
- 2007 Milingo Experience

## Książki
- 1989 Contro Satana
- 1991 Credere Per Guarire
- 1997 Il Mondo Tra Terra E Cielo. Guarigione Cristiana E Crescit
- 1999 Guaritore D'Anime-La Mia Storia La Mia Fede
- 2008 Confessioni di uno scomunicato